# Sturmstange
Sturmstange bezeichnet:
- eine Stange zum Festhalten eines Fensters in geöffnetem Zustand,[1] siehe Sturmhaken bzw. Sperrangel
- zum Spannen eines Verdecks an Fahrzeugen wie etwa Kutschen, Kinderwagen und Autos. Bei der Karosseriebauform Faux Cabriolet dienen gelegentlich Sturmstangenattrappen zum Vortäuschen eines klappbaren Verdecks, zum Beispiel beim Automobil S.S.1.
- zum Stützen eines Masts zum Beispiel bei alten Telegrafenstationen
- als zusätzliche Stützen der Dachplane bei Zirkuszelten zwischen Hauptmasten und Rondellstangen
- Sturmstange (Bauteil) eine Verstrebung, um ein Fenster gegen Windlast zu sichern.